# Abarth 595 Competizione
Abarth 595 Competizione — серия спортивных автомобилей на базе Fiat 500, выпускаемых итальянским автопроизводителем Fiat Automobiles под брендом Abarth с августа 2012 года.

## Abarth 695 Competizione
Abarth 695 Competizione впервые был представлен в сентябре 2011 года. Он оснащён 1,4-литровым рядным четырёхцилиндровым бензиновым двигателем с турбонаддувом мощностью 180 л. с., который сочетается в паре с полуавтоматической коробкой передач Abarth Competizione, аналогичной Abarth 695 Tributo Ferrari. Разгон до 100 км/ч составляет 7,0 сек.

## Abarth 595 Competizione
В августе 2012 года компания Abarth представила модель 595 Competizione вместе с 595 Tourismo. Автомобили оснащены 1,4-литровым рядным четырёхцилиндровым бензиновым двигателем с турбонаддувом мощностью 118 кВт (160 л. с.) и крутящим моментом 230 Н·м, который сочетается в паре с пятиступенчатой механической трансмиссией.

## Abarth 595 Competizione 3
Abarth 595 Competizione 3 выпускался с июня 2015 по апрель 2016 года с турбодвигателем Garret-1446 мощностью 132 кВт (179 л. с.) и крутящим моментом 250 Н·м, который также устанавливался на Abarth 695 Tributo Ferrari. Максимальная скорость 225 км/ч, а разгон до 100 км/ч составляет 6,7 сек. Расход топлива — 6,0 л на 100 км.

## Abarth 595 Competizione 4
Abarth 595 Competizione 4 выпускается с июля 2016 года с изменённым дизайном передней и задней частей, тканевой отделкой салона и 5-дюймовым мультимедийным устройством.